# ルース・マイヤーズ
ルース・マイヤーズ（Ruth Myers, 1940年 - ）は、イギリスのマンチェスター出身の衣裳デザイナーである。1960年代後半からテレビ・映画で活躍し、1980年代にはジーン・ワイルダー作品の衣裳を担当。1991年の 『アダムス・ファミリー』 と1996年の 『Emma エマ』 でアカデミー衣裳デザイン賞にノミネートされている。

## 主な作品
- 愛と哀しみのエリザベス The Romantic Englishwoman （1975）
- マジック MAgic （1978）
- ウーマン・イン・レッド The Woman in Red （1984）
- 呪われたハネムーン Haunted Honeymoon （1986）
- 偶然の旅行者 The Accidental Tourist （1988）
- ロシア・ハウス The Russia House （1990）
- あなたに恋のリフレイン The Marrying Man （1991）
- アダムス・ファミリー The Addams Family （1991）
- ミスター・サタデー・ナイト Mr. Saturday Night （1992）
- ザ・ファーム 法律事務所 The Firm （1993）
- キルトに綴る愛 How to Make an American Quilt （1995）
- Emma エマ Emma （1996）
- 僕のボーガス Bogus （1996）
- L.A.コンフィデンシャル L.A. Confidential （1997）
- シークレット/嵐の夜に A Thousand Acres （1997）
- ディープ・インパクト （1998）
- クレイドル・ウィル・ロック Cradle Will Rock （1999）
- 2番目に幸せなこと The Next Best Thing （2000）
- CIAの男 Company Man （2000）
- センターステージ Center Stage （2000）
- プルーフ・オブ・ライフ Proof of Life （2000）
- アイリス Iris （2001）
- サハラに舞う羽根 The Four Feathers （2002）
- ディケンズのニコラス・ニックルビー Nicholas Nickleby （2002）
- connie & carla コニー&カーラ Connie and Carla （2004）
- ビヨンド the シー 夢見るように歌えば Beyond the Sea （2004）
- ライラの冒険 黄金の羅針盤 The Golden Compass (2007)